# Kerrang presents Remastered - Metallica's Master of Puppets Revisited
Kerrang presents Remastered - Metallica's Master of Puppets Revisited è un album tributo al gruppo musicale Metallica pubblicato nel 2006.
Il disco contiene tutti i brani di Master of Puppets reinterpretati da vari artisti in occasione del ventennale dell'uscita dell'album.

## Tracce
1. Machine Head – Battery – 5:01
2. Trivium – Master of Puppets – 8:07
3. Mendeed – The Thing That Should Not Be – 6:38
4. Bullet for My Valentine – Welcome Home (Sanitarium) – 6:12
5. Chimaira – Disposable Heroes – 8:18
6. Fightstar – Leper Messiah – 5:39
7. Mastodon – Orion – 8:24
8. Funeral for a Friend – Damage, Inc. – 5:32